# Yūmi Suzuki
Yūmi Suzuki (jap. 鈴木夕湖 Suzuki Yūmi; ur. 2 grudnia 1991) – japońska curlerka, srebrna medalistka Zimowych Igrzysk Olimpijskich 2022, brązowa medalistka Zimowych Igrzysk Olimpijskich 2018.

## Kariera

### Drużyny[5]
| sezon     | skip             | trzecia         | druga          | otwierająca    |
| --------- | ---------------- | --------------- | -------------- | -------------- |
| 2011/2012 | Mari Motohashi   | Megumi Mabuchi  | Yūmi Suzuki    | Akane Eda      |
| 2012/2013 | Mari Motohashi   | Yurika Yoshida  | Megumi Mabuchi | Yūmi Suzuki    |
| 2013/2014 | Mari Motohashi   | Yurika Yoshida  | Yūmi Suzuki    | Megumi Mabuchi |
| 2014/2015 | Mari Motohashi   | Chinami Yoshida | Yūmi Suzuki    | Yurika Yoshida |
| 2014/2015 | Ayano Tsuchiya   | Yūmi Suzuki     | Miyu Ueno      | Asuka Kanai    |
| 2015/2016 | Satsuki Fujisawa | Chinami Yoshida | Yūmi Suzuki    | Yurika Yoshida |
| 2016/2017 | Satsuki Fujisawa | Chinami Yoshida | Yūmi Suzuki    | Yurika Yoshida |
| 2017/2018 | Satsuki Fujisawa | Chinami Yoshida | Yūmi Suzuki    | Yurika Yoshida |
| 2018/2019 | Satsuki Fujisawa | Chinami Yoshida | Yūmi Suzuki    | Yurika Yoshida |
| 2019/2020 | Satsuki Fujisawa | Chinami Yoshida | Yūmi Suzuki    | Yurika Yoshida |
| 2020/2021 | Satsuki Fujisawa | Chinami Yoshida | Yūmi Suzuki    | Yurika Yoshida |